# Christian Schreiber (Bischof)

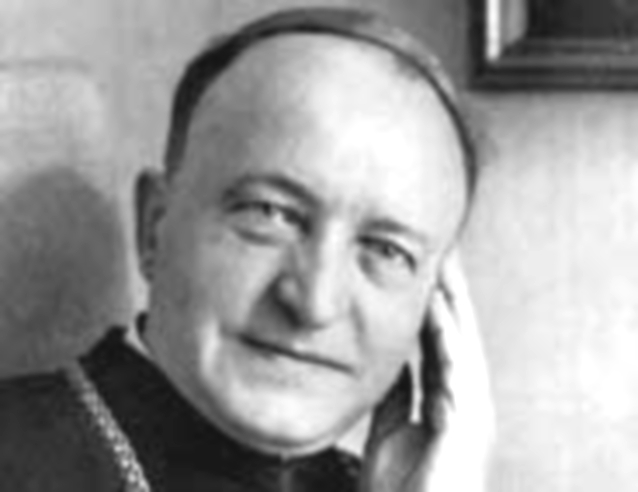
Christian Schreiber

Christian Schreiber (* 3. August 1872 in Somborn bei Gelnhausen; † 1. September 1933 in Berlin) war von 1921 bis 1929 erster Bischof des wiedererrichteten katholischen Bistums Meißen (später Dresden-Meißen) und danach bis zu seinem Tod erster Bischof des neuen Bistums Berlin.

## Leben
1892 legte er am Fuldaer Gymnasium das Abitur ab und wechselte in das dortige Priesterseminar. Wegen seiner hohen Begabung wurde er nach Rom in das Collegium Germanicum entsandt, wo er 1895 Leiter der Choralschola wurde und am 28. Oktober 1898 die Priesterweihe empfing. In Rom promovierte er auch zum Doktor der Theologie und Philosophie und wurde noch im gleichen Jahr Professor der Philosophie am Fuldaer Priesterseminar. 1907 übernahm er die Leitung des Priesterseminars als Regens. Von 1907 bis 1921 war er Mitherausgeber des Philosophischen Jahrbuches der Görres-Gesellschaft.

## Bischof von Meißen

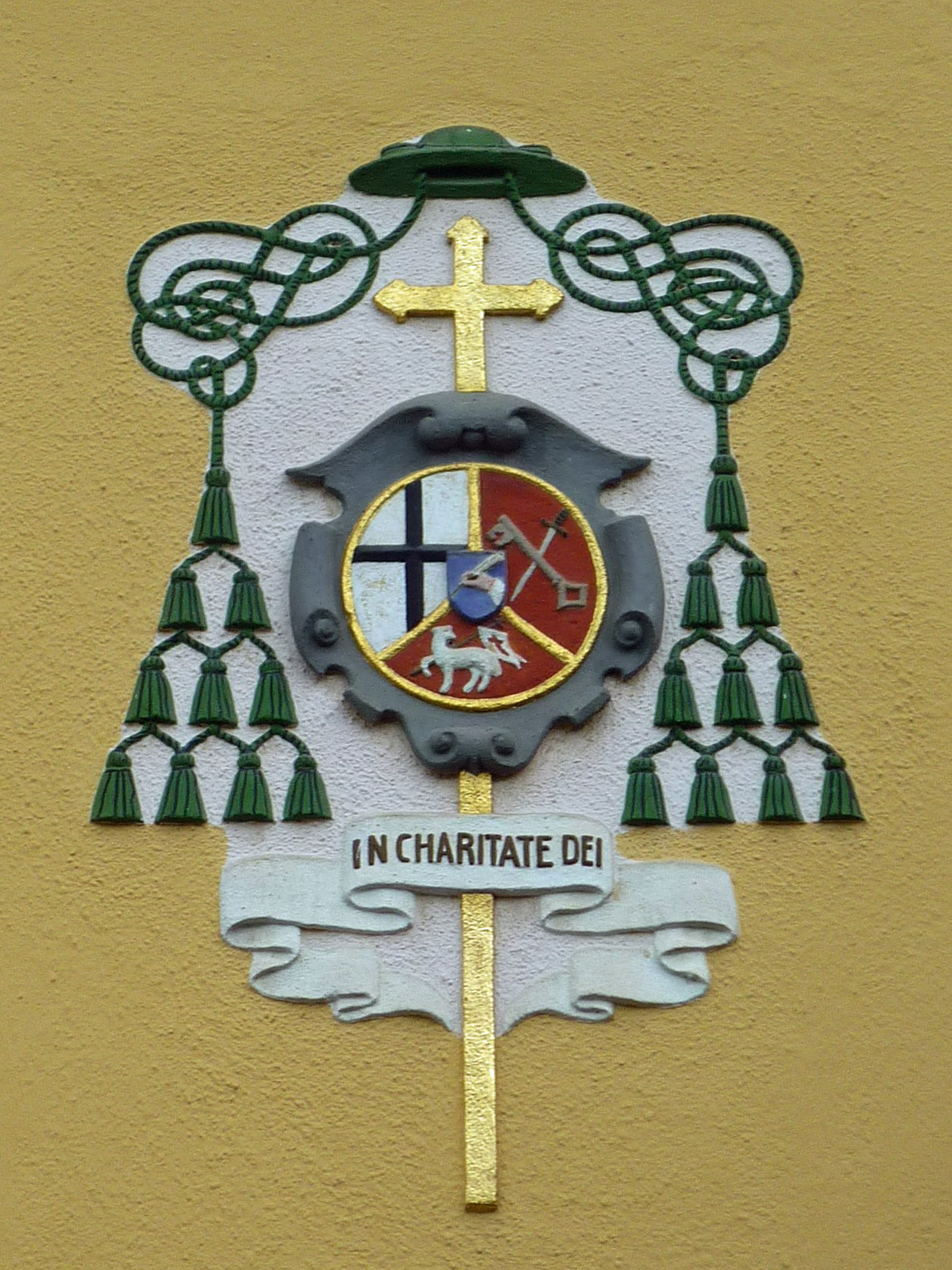
Wappen Schreibers als Bischof von Meißen (1921–1930) am Bischof-Benno-Haus in Schmochtitz

Am 12. August 1921 wurde Schreiber von Papst Benedikt XV. zum ersten Bischof des wiedererrichteten Bistums Meißen ernannt, am 14. September 1921 durch Bischof Joseph Damian Schmitt in Fulda zum Bischof geweiht, um anschließend sein Amt am Bistumssitz Bautzen anzutreten. Mitkonsekratoren waren der Bischof von Limburg, Karl Augustinus Kilian und der Erzbischof von Paderborn, Kaspar Klein. Sein Wahlspruch lautete In caritate Dei. Schwerpunkte seiner bischöflichen Arbeit waren die Schaffung der notwendigsten Bistumseinrichtungen und die Belebung des Katholizismus in der sächsischen Diaspora. Bereits 1921 gründete er den Diözesancaritasverband, 1923 veranstaltete er die erste Diözesansynode, 1927 gründete er das Priesterseminar Schmochtitz bei Bautzen (im Zweiten Weltkrieg zerstört). Er erhöhte die Zahl der Seelsorgestellen von 65 auf 90, die Zahl der Priester stieg in Schreibers Amtszeit von 126 auf 152. In Goppeln bei Dresden und in Bautzen gründete er je ein Franziskanerinnenkloster. 1922/23 setzte er sich erfolgreich für den Erhalt der katholischen Bekenntnisschule im Freistaat Sachsen ein. Mit zahlreichen Pastoralreisen hielt er engen Kontakt zum Klerus und den Gläubigen. Zur Stärkung des katholischen Selbstbewusstseins dienten die jährlich abgehaltenen und von Schreiber stark geförderten sächsischen Katholikentage. Christian Schreiber war der erste katholische Geistliche, der seit der Reformation Vorlesungen an der Universität Leipzig gehalten hat.
In seiner sächsischen Diözese hatte der Bischof während seiner gesamten Amtszeit mit finanziellen Schwierigkeiten zu kämpfen. Die Neuorganisation der kirchlichen Institutionen kostete viel Geld, der bischöfliche Stuhl hatte aber kaum eigenen Besitz und die Erträge der Kirchensteuer waren gering, weil der Großteil der sächsischen Katholiken zu den einkommensschwachen Schichten gehörten. Erschwert wurde die Situation durch die Inflation zu Beginn der zwanziger Jahre. Schreiber versuchte deshalb bei seinen jährlichen Romreisen zusätzliche Unterstützung vom Papst und der Kurie zu erlangen, was ihm aber nur in wenigen Fällen gelang. Er unternahm sogar eine USA-Reise, während der er für seine Diözese Geld sammelte.

## Der Bischof und die Sorben

Bischof Christian Schreiber

Schreibers Verdienste um die Reorganisation und Stärkung des Katholizismus in der sächsischen Diaspora wurden von den Gläubigen allgemein anerkannt. Sein Umgang mit den Sorben im Bistum hat jedoch tiefe Gräben zwischen den sorbischen Gläubigen und Priestern auf der einen und der kirchlichen Hierarchie auf der anderen Seite aufgerissen.
Schon am Beginn seiner Amtszeit hatte sich der Bischof zumindest missverständlich geäußert, so dass bei den katholischen Sorben der Eindruck entstand, sie hätten es mit einem deutschnational eingestellten Bischof zu tun, der im Einverständnis mit der staatlichen Politik die Germanisierung des kleinen slawischen Volkes befürworte. Ein großer Fehler Schreibers war, dass er an dem von seinem Vor-Vorgänger Franz Löbmann zur Vorbereitung der Bistumsgründung engagierten deutschböhmischen Redemptoristenpater Joseph Watzl (1877–1936) als engstem Berater festhielt. Dieser trat zunehmend mit sorbenfeindlichen Äußerungen hervor und unterstützte sogar die Tätigkeit der gegen die Sorben gerichteten Wendenabteilung in Bautzen.
Von sorbischer Seite wurde dem Bischof auch die Schließung des Wendischen Seminars in Prag angelastet, die aber in der Verantwortung des Bautzener Kapitels lag und überdies finanziellen und kirchenrechtlichen Zwängen geschuldet war. Allerdings hat der Bischof es versäumt, diese Tatsachen der sorbischen Öffentlichkeit zu erklären. Vielmehr wurde die Abwicklung des Wendischen Seminars als geheime Aktion betrieben.
Zum Eklat kam es während der Diözesansynode 1923 im Kloster St. Marienstern. Dort ließ der Bischof die sorbische Kirchenzeitung Katolski Posoł wegen so genannter unkirchlicher Standpunkte in einer Handvoll von Artikeln als kirchenfeindlich verurteilen, ohne dass vorher mit den Herausgebern und Autoren (sorbische Priester) überhaupt gesprochen worden war. Schreiber demütigte den sorbischen Domdekan Jakub Skala, der seinen Bischof inständig um Beilegung des Konflikts und die Anerkennung der Verdienste des Katolski Posoł um die Kirche ersucht hatte.
Drei jüngere sorbische Geistliche reagierten auf diesen und andere Vorfälle bei der Synode, indem sie den Bischof als Verantwortlichen beim Heiligen Stuhl verklagten. Erstmals wurde so aus dem traditionellen katholischen Milieu der Sorben heraus offener Widerstand gegen die kirchliche Hierarchie geleistet. Dieser Ungehorsam hat Schreiber tief getroffen und zur Versöhnung ist es bis zu seinem Abgang nach Berlin nicht mehr gekommen. Rom hat die sorbische Klage im Sand verlaufen lassen, wohl auch deshalb, weil Schreiber glaubhaft versichern konnte, dass die klagenden Geistlichen nicht den gesamten sorbischen Klerus vertraten. Und tatsächlich waren die katholischen Sorben, was die Beziehungen zum Bischof anging, gespalten. Schreiber hatte unter den Priestern auch einige Anhänger, viele verhielten sich neutral und nicht wenige waren jedoch seine erbitterten Gegner.
1928 kam es erneut zum Konflikt zwischen dem Bischof und den Sorben. Es ging um die Besetzung des Pfarramts an der Bautzener sorbisch-katholischen Liebfrauenkirche mit einem deutschen Geistlichen. Auf sorbischer Seite wurde die Opposition gegen den Bischof diesmal vor allem von katholischen Laien getragen.

## Bischof von Berlin

Wappen Schreibers als Bischof von Berlin (1930–1933)

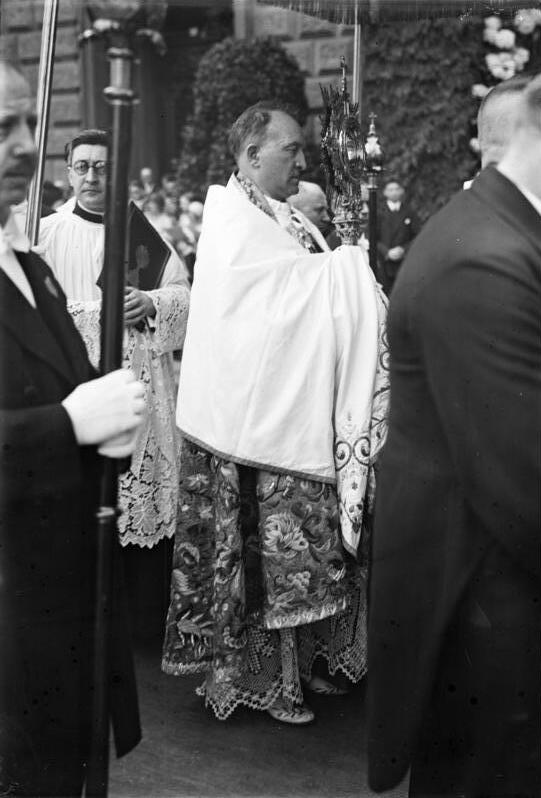
Schreiber während einer Fronleichnamsprozession in Berlin, 1930

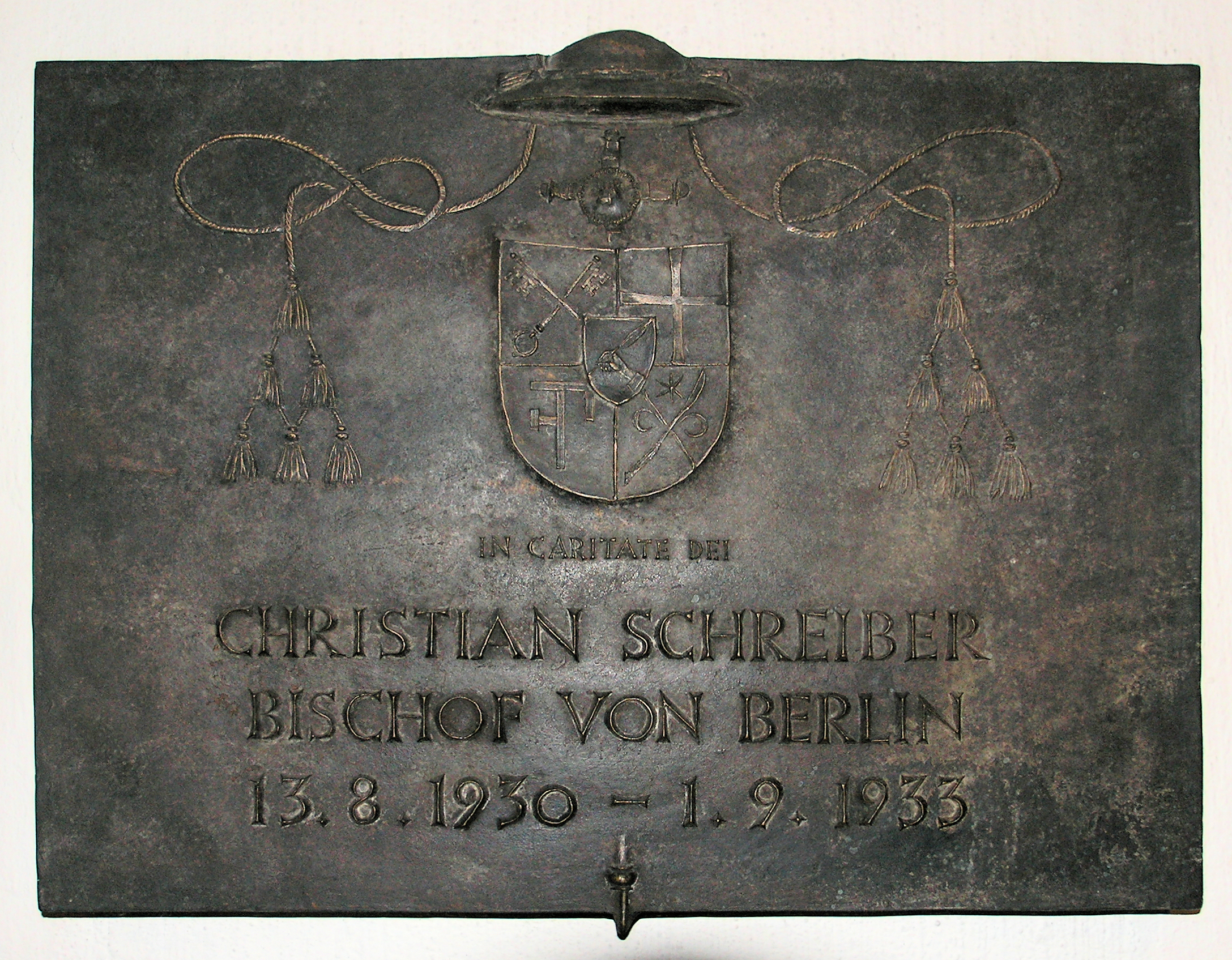
Grabplatte in der Unterkirche der Sankt-Hedwigs-Kathedrale

1929 wurde Schreiber von Pius XI. zum Apostolischen Administrator des neuerrichteten Bistums Berlin berufen und ein Jahr später erfolgte mit der Amtseinführung am 31. August 1930 seine definitive Translation nach Berlin. Anfang 1931 übergab er die Diözese Meißen an den Nachfolger Conrad Gröber.
In Berlin musste Schreiber zunächst die zentralen Bistumseinrichtungen schaffen. Er konstituierte am 1. Januar 1931 das Domkapitel, erwarb ein Ordinariatsgebäude und richtete 1932 ein Priesterseminar ein. In seiner kurzen Amtszeit als Bischof konnte er 38 Kirchen und Kapellen einweihen und 20 neue Seelsorgestellen einrichten. Auch dieses Bistum bereiste er intensiv. Die Darstellung des Katholizismus in der Öffentlichkeit war ihm ein besonderes Anliegen, weshalb er katholische Feiertage und Zusammenkünfte, wie z. B. das Fronleichnamsfest und die märkischen Katholikentage, als öffentliche Bekenntnisfeiern gestalten ließ. Die mit staatlicher Hilfe vorgenommene Neugestaltung der Kathedralkirche St. Hedwig geschah ebenfalls aus einem repräsentativen Anliegen. Am 1. September 1933 erlag Bischof Schreiber einem Herzleiden, er wurde in der Krypta der Hedwigs-Kathedrale beigesetzt.

## Verhältnis zum Nationalsozialismus
Schreiber war politisch immer stark engagiert, er trat nach 1918 mehrfach auf Veranstaltungen der Zentrumspartei auf und behandelte in seinen Hirtenbriefen auch politische Themen. Dem aufkommenden Nationalsozialismus stand er zunächst durchaus positiv gegenüber. 1931 mischte er sich gezielt in diese  im Kartellverband katholischer deutscher Studentenvereine (KV)   geführte Diskussion ein und erklärte, er halte es für „zulässig und begrüßenswert, wenn ein wohlunterrichteter Katholik sich innerhalb der NSDAP betätige, um den vom kirchlichen Standpunkt aus zu beanstandenden Bestrebungen und Ansichten entgegenzuwirken. Aus Zweckmäßigkeitsgründen empfehle es sich, eine ausdrückliche Stellungnahme des KV gegen die NSDAP zu unterlassen.“
Als 1932 Franz von Papen Reichskanzler geworden war und die preußische Regierung durch einen Staatsstreich abgesetzt hatte, im Übrigen die NSDAP in den Reichstagswahlen vom 31. Juli 1932 mehr als ein Drittel der Mandate errungen hatte, ließ Schreiber jedoch erklären: „Heute, da die nationalsozialistische Partei sich nicht bloß politisch, sondern auch moralisch  so ungünstig entwickelt hat“, sei er der Ansicht, „dass man alle Katholiken, auch Akademiker, nicht genug vor der NSDAP warnen könne. Dementsprechend wäre auch, würde er heute wieder gefragt werden, seine Stellungnahme zu einem entsprechenden Beschluss des  KV eine wesentlich andere.“  Schreiber wies dabei ausdrücklich darauf hin, dass für Katholiken die Mitgliedschaft in der NSDAP verboten sei und diejenigen, „die trotz Warnung und Belehrung dabei bleiben, der kirchlichen Wohltaten beraubt würden.“ (zitiert bei S. Koß – siehe Literatur) Der KV ließ diese Stellungnahme vor den Reichstagswahlen am 5. November 1932 verbreiten.

## Ehrungen und Auszeichnungen
- Magistralritter des Souveränen Malteserordens[1]
- Thronassistent Seiner Heiligkeit (1932)[1]
- Ehrenmitglied der katholischen Studentenverbindungen KDStV Burgundia Leipzig (1922) und KDStV Saxo-Thuringia Dresden (1922), beide im CV[2]

## Werke
- Christentum und Naturwissenschaft. Fulda 1902.
- Der Kampf gegen Christentum und Gottesglauben auf der 75. Versammlung Deutscher Naturforscher und Ärzte zu Kassel am 21. September 1903. Vortrag, gehalten im Stadtparksaal zu Kassel am 13. Dez. 1903 (Digitalisat)
- Die Schulaufsichtsfrage. Fulda 1910.
- Kant und die Gottesbeweise. Philosophische Gedankengänge aus meinen Vorlesungen an der Leipziger Universität im Januar und Februar 1922. Dresden 1922.
- Führer durch das Kirchenjahr. Aus dem Nachlass hrsg. von A. Strehler, Berlin 1934.